# Igrzyska Pacyfiku 2011
XIV Igrzyska Pacyfiku – multidyscyplinarne zawody sportowe, które odbyły się w Numei między 27 sierpnia a 10 września 2011 roku.

## Informacje ogólne
Były to jedne z największych Igrzysk Pacyfiku w historii, zarówno pod względem kosztów, jak i uczestników. Dwadzieścia dwa państwa przysłały łącznie około 5000 sportowców i działaczy. Rywalizacja w dwudziestu siedmiu dyscyplinach odbywała się natomiast na kilkudziesięciu arenach w dziesięciu miejscowościach: Dumbéa, Koné, Koumac, La Foa, Lifou, Le Mont-Dore, Numea, Ouvéa, Païta oraz Poindimié. W organizacji igrzysk pomagało 5000 wolontariuszy.
Organizatorzy spodziewali się ponad trzech tysięcy sportowców. Opublikowane 28 czerwca 2011 roku wstępne zgłoszenia objęły 4300 zawodników, a po miesiącu zostały zredukowane do 3500 osób, jednak ostatecznie wystartowało 2700 z nich.
Oficjalnego otwarcia igrzysk dokonał ówczesny prezydent Francji, Nicolas Sarkozy, w obecności dwóch tysięcy widzów.

## Wybór gospodarza
W 2005 roku odbył się w Koror na Palau wybór gospodarza zawodów spośród trzech kandydatur, w drugiej rundzie głosowania South Pacific Games Council zdecydowało o powierzeniu organizacji XIV Igrzysk Pacyfiku Nowej Kaledonii. Tym samym Numea po raz trzeci gościła sportowców z Oceanii podczas imprezy tej rangi
| Państwo            | Runda 1 | Runda 2 |
| ------------------ | ------- | ------- |
| Nowa Kaledonia     | 22      | 27      |
| Wyspy Salomona     | 12      | 18      |
| Samoa Amerykańskie | 11      | –       |

## Maskotka
Maskotką igrzysk został Joemy – nietoperz z gatunku charakterystycznego dla Nowej Kaledonii – wybrany w głosowaniu, w którym wzięło udział 7000 osób.

## Dyscypliny
Zgodnie ze statutem igrzysk ostateczny program zawodów musiał być ustalony 18 miesięcy przez ich rozpoczęciem i znalazło się łącznie dwadzieścia siedem dyscyplin, w nim dwanaście obowiązkowych oraz piętnaście spośród opcjonalnych.
Najwięcej państw – dwadzieścia – wystawiło reprezentację w lekkoatletyce, osiemnaście zaś w podnoszeniu ciężarów, w pierwszej piątce znalazły się również siatkówka plażowa, golf i tenis, w których wystartowali przedstawiciele piętnastu krajów.
| Dyscypliny obowiązkowe - Golf (szczegóły) - Kajakarstwo (szczegóły) - Koszykówka (szczegóły) - Lekkoatletyka (szczegóły) - Piłka nożna (szczegóły) - Pływanie (szczegóły) - Podnoszenie ciężarów (szczegóły) - Rugby 7 (szczegóły) - Siatkówka (halowa) (szczegóły) - Siatkówka plażowa (szczegóły) - Tenis stołowy (szczegóły) - Tenis ziemny (szczegóły) | Dyscypliny opcjonalne - Badminton (szczegóły) - Baseball (szczegóły) - Boks (szczegóły) - Judo (szczegóły) - Karate (szczegóły) - Krykiet (szczegóły) - Kulturystyka (szczegóły) - Łucznictwo (szczegóły) - Squash (szczegóły) - Strzelectwo (szczegóły) - Surfing (szczegóły) - Taekwondo (szczegóły) - Triathlon (szczegóły) - Trójbój siłowy (szczegóły) - Żeglarstwo (szczegóły) |

## Tabela medalowa
| Poz. | Państwo             |     |     |    | Łącznie |
| ---- | ------------------- | --- | --- | -- | ------- |
| 1    | Nowa Kaledonia      | 119 | 107 | 60 | 286     |
| 2    | Polinezja Francuska | 60  | 42  | 42 | 144     |
| 3    | Papua-Nowa Gwinea   | 48  | 24  | 48 | 120     |
| 4    | Fidżi               | 33  | 43  | 53 | 129     |
| 5    | Samoa               | 22  | 17  | 34 | 73      |
| 6    | Nauru               | 8   | 10  | 10 | 28      |
| 7    | Tonga               | 4   | 6   | 10 | 20      |
| 8    | Mikronezja          | 3   | 0   | 0  | 3       |
| 9    | Wyspy Cooka         | 2   | 6   | 4  | 12      |
| 10   | Wallis i Futuna     | 2   | 3   | 7  | 12      |
| 11   | Vanuatu             | 1   | 8   | 8  | 17      |
| 12   | Kiribati            | 1   | 6   | 6  | 13      |
| 13   | Mariany Północne    | 1   | 0   | 0  | 1       |
| 14   | Guam                | 0   | 6   | 5  | 11      |
| 15   | Wyspy Salomona      | 0   | 5   | 17 | 22      |
| 16   | Niue                | 0   | 3   | 3  | 6       |
| 17   | Tuvalu              | 0   | 2   | 1  | 3       |
| 18   | Palau               | 0   | 1   | 3  | 4       |
| 19   | Norfolk             | 0   | 0   | 0  | 0       |
| 19   | Samoa Amerykańskie  | 0   | 0   | 0  | 0       |
| 19   | Tokelau             | 0   | 0   | 0  | 0       |
| 19   | Wyspy Marshalla     | 0   | 0   | 0  | 0       |